# شون ريان (لاعب دوري الرغبي)
شون ريان (بالإنجليزية: Sean Ryan)‏ هو لاعب دوري الرغبي أسترالي، ولد في 23 أغسطس 1973.